# Badminton ai I Giochi panamericani giovanili
Le competizioni di badminton ai I Giochi panamericani giovanili si sono svolte dal 26 al 29 novembre a Yumbo, in Colombia

## Podi

### Ragazzi
| Evento               | Oro        | Argento       | Bronzo                       |
| Individuale maschile | Brian Yang | Uriel Canjura | Jonathan Matias Luis Montoya |

### Ragazze
| Evento                | Oro         | Argento     | Bronzo                             |
| Individuale femminile | Rachel Chan | Natalie Chi | Juliana Viana Vieira Inés Castillo |

### Misto
| Evento       | Oro    | Argento     | Bronzo            |
| Doppio misto | Canada | El Salvador | Brasile Argentina |